# Alex Stalock
Alexander Joseph "Alex" Stalock, född 28 juli 1987, är en amerikansk professionell ishockeymålvakt som spelar för Chicago Blackhawks i NHL. 
Han har tidigare spelat på NHL-nivå för San Jose Sharks och Minnesota Wild och på lägre nivåer för Worcester Sharks, Peoria Rivermen, San Jose Barracuda, Toronto Marlies, Iowa Wild och Bakersfield Condors i American Hockey League (AHL), Stockton Thunder i ECHL, Minnesota Duluth Bulldogs (University of Minnesota Duluth) i National Collegiate Athletic Association (NCAA), Cedar Rapids Roughriders i United States Hockey League (USHL) och U.S. National U18 Team i North American Hockey League (NAHL).
Stalock draftades i fjärde rundan i 2005 års draft av San Jose Sharks som 112:e spelare totalt.